# Запретное искусство — 2006
«Запретное искусство — 2006» — художественная выставка, проходившая с 7 по 31 марта 2007 года в Музее и общественном центре имени Андрея Сахарова. Куратор выставки — искусствовед Андрей Ерофеев.
Выставка подверглась резкой критике со стороны ряда религиозных и националистических организаций, а в отношении её организаторов Андрея Ерофеева и Юрия Самодурова было возбуждено уголовное дело за разжигание религиозной розни, закончившееся обвинительным приговором суда.

## Организация выставки и экспонаты

Александр Савко.
Из серии «Путешествия Микки Мауса по истории искусства» (1995). Одна из представленных на выставке работ, вызвавших наибольший резонанс, и в 2011 году признанная экстремистским материалом.

На выставке были показаны произведения, не разрешённые к экспонированию на выставках в московских музеях и галереях в 2006 году. Со слов одного из организаторов смысл выставки был в следующем:

У нас выставка была о другом, у нас выставка не была о том, что религия сильно позитивная вещь, также как о том, что религия вещь негативная. У нас выставка была, как бы сказать, мониторинг тех трёх аспектов современного искусства, которые сами кураторы, сами искусствоведы хотели бы в музеях показывать, и руководство тоже, чаще всего, хотело показать, но боится — табу, страшно. Вот страшно, как раз из-за того, что будут нарекания со стороны верующих, в частности.— Юрий Самодуров
 Среди художников, чьи произведения были экспонированы, — такие авторы, как Вячеслав Сысоев, Александр Косолапов, Александр Савко, Вагрич Бахчанян, Синие носы, Вячеслав Мизин, Авдей Тер-Оганьян, Леонид Соков, Илья Кабаков, Михаил Рогинский, группа ПГ. Экспонаты выставки были скрыты от зрителей перегородкой и были доступны для рассмотрения через небольшие отверстия в этой перегородке.

## Уголовное дело в отношении организаторов выставки
По итогам выставки Ерофееву и директору Музея Сахарова Юрию Самодурову было предъявлено уголовное обвинение по статье 282 УК РФ (разжигание религиозной вражды). Уголовное дело было возбуждено по инициативе русского национально-консервативного православного движения «Народный собор».
Один из обвиняемых, Юрий Самодуров, заявил, что его уголовное преследование является политическим, сославшись, в частности, на признание в этом следователя, который вёл его дело.
В июне 2008 года куратор выставки Андрей Ерофеев был уволен с основного места работы — Третьяковской галереи. В интервью агентству «Собкор Ру» Ерофеев назвал своё увольнение «подлым ударом в спину».
Последнее перед вынесением приговора заседание суда состоялось 21 июня 2010 года в Таганском суде Москвы. Андрею Ерофееву и Юрию Самодурову могло грозить до 5 лет лишения свободы, но прокурор потребовал приговорить Юрия Самодурова и Андрея Ерофеева к трём годам колонии. 23 июня 2010 года галерист Марат Гельман пообещал открыть в своей галерее на «Винзаводе» выставку «Запретное искусство» на следующий день после вынесения приговора в случае, если приговор не будет оправдательным. Сопредседатель «Народного собора» Олег Кассин тут же заявил, что их юристы готовятся и в случае проведения выставки будут приняты меры.
12 июля 2010 года Таганский суд Москвы признал виновными организаторов выставки «Запретное искусство-2006» — Юрия Самодурова и Андрея Ерофеева в разжигании религиозной вражды и приговорил их к уплате штрафа. Юрия Самодурова суд обязал уплатить 200 тысяч рублей, а Андрея Ерофеева — 150 тысяч рублей. Сами обвиняемые с приговором суда не согласились и выразили намерение обжаловать его.
4 октября 2010 года Московский городской суд отклонил кассационную жалобу Юрия Самодурова и Андрея Ерофеева, признав приговор организаторам выставки законным.
Во время оглашения приговора по делу в Таганском суде 12 июля 2010 года состоялись две общественных акции. Поддерживающие Самодурова и Ерофеева активисты арт-группы «Война» провели акцию «Тараканий суд», разбросав в коридоре здания Таганского суда около 3 000 мадагаскарских тараканов. В свою очередь, члены консервативных организаций, требовавших обвинительного приговора, пели во дворе суда псалмы.

## Общественная реакция

### Деятели искусства и культуры
В защиту выставки и её организаторов высказалась и группа деятелей искусства и культуры, в которую вошли, в частности, Борис Гройс, Илья Кабаков, Людмила Улицкая, Игорь Голомшток, Юкка Маллинен, — по их мнению, «уголовное преследование указанных лиц свидетельствует о пренебрежении свободой выражения мнений, гарантированной Конституцией РФ».
В защиту выставки высказывались также Екатерина Дёготь, Сергей Гавров, Марат Гельман, Григорий Брускин, Павел Лунгин и другие деятели искусства.
Искусствовед Екатерина Дёготь отмечала, что «Для человека внимательного нет ни малейшего сомнения, что современное искусство является здесь лишь ширмой и за всем этим стоят ультраправые политические силы, заинтересованные в уничтожении музея Сахарова. Будь выставка устроена в другом месте, она, возможно, не привлекла бы такого внимания. На выставки в коммерческих галереях или Арт-Москву патриоты смотрят в основном сквозь пальцы, слегка побаиваясь территории ярко выраженной частной собственности. Но музей Сахарова — это бельмо на глазу».
Марат Гельман заявил: «Что касается „Запретного искусства“, я вообще не понимаю, почему там есть ситуация. Это абсолютно академическая выставка, собрали работы, которые были запрещены. Выставка-исследование для узкого круга профессиональных людей. В моем представлении, её должны были проигнорировать».
Павел Лунгин говорил: «Для меня этот процесс — какая-то средневековая вещь, которая совершенно не умещается в голове. Это какая-то идеологическая акция, которая пытается навязать церкви запретительные меры, которые ей не нужны и, честно говоря, не к лицу. Строить храмы и запрещать искусство — это самое легкое. Гораздо труднее заботиться о спасении души человека и об обретении смысла жизни».
Художники Виктория Ломаско и Антон Николаев в 2011 году издали посвященную процессу и иллюстрированную комиксами книгу «Запретное искусство».

### Общественные и политические деятели
В защиту Ерофеева и Самодурова выступили российские правозащитники Людмила Алексеева, Светлана Ганнушкина, Валерий Борщёв, Лидия Графова и другие, отметившие, что выставка была направлена на «создание в обществе атмосферы социальной, культурной, интеллектуальной и профессиональной коммуникации, на содействие гражданам Российской Федерации в реализации их неотъемлемых конституционных прав на плюрализм культурных и духовных ценностей». В то время как «нападки на выставку „Запретное искусство — 2006“ свидетелей, никогда не бывших на ней, носят характер организованных преследований, имеющих политический характер».
О неприемлемости разрешения споров об искусстве путём уголовного судопроизводства заявил и уполномоченный по правам человека Владимир Лукин.
Министр культуры РФ Александр Авдеев заявил, что лично ему выставка не нравится, однако «Самодуров и Ерофеев не перешли „красной черты“ закона… Это был неумный эпатаж, и, на мой взгляд, Уголовный кодекс применять нельзя».
Противниками выставки выступил ряд православных, националистических и консервативных организаций, в числе которых «Народный союз», «Народный собор» и другие. В заявлении лидера «Народного союза» Сергея Бабурина указывалось, что экспозиция носит «антирелигиозный, антигосударственный, экстремистский характер и порочит Вооруженные Силы России и Русскую Православную Церковь», а организаторы события достойны тюремного заключения.
22 июля 2010 года Патриарх Московский и всея Руси Кирилл на встрече с общественностью в Одесском национальном академическом театре оперы и балета осудил организаторов выставки «Запретное искусство» Андрея Ерофеева и Юрия Самодурова «за то, что у них нет любви к людям». «Когда мы видим, что художник пакостничает, причём эту пакость и грязь, есть такое современное слово — чернуху, выплескивает из себя, то он этим заражает других», заявил там же Патриарх Кирилл.

## Цитаты
- «Размещение экспонатов выставки „Запретное искусство — 2006“, содержащих матерную лексику или элементы порнографии (конкретно — экспонатов, указанных в перечне № 2), в непосредственной близости от экспонатов выставки, использующих элементы религиозной символики православного христианства (перечень № 1), оскорбляет чувства и унижает человеческое достоинство верующих христиан»[31] — доктор психологических наук, член-корреспондент Российской академии образования, профессор В. И. Слободчиков
- «В ходе судебного заседания установлено, что использованный Савко прием соединения священного для верующих христиан образа Иисуса Христа и комичного (в данной ситуации — даже вульгарного) образа Микки Мауса превратил эту графическую работу в карикатуру на Иисуса Христа.

Тем самым, евангельский сюжет представлен автором работы в виде комикса, что в свою очередь представляет собой и осуществляет предельно циничное, издевательское оскорбление, дисфорическое высмеивание религиозных убеждений и религиозных чувств православных верующих, унижение их человеческого достоинства по признаку отношения к религии.» — Прокуратура Калужской области, 19 августа 2011 г.
- «Абсурдный процесс заставил теоретиков искусства и художников встретиться лицом к лицу с религиозными фанатиками, которые в другой исторической ситуации, возможно, не стали бы церемониться и просто развели бы костер прямо во дворе суда. Но им не повезло, пришлось разговаривать, и этот диалог может быть важнее, чем даже сама выставка „Запретное искусство“, вызвавшая суд и страсти вокруг него»[34] — «Коммерсантъ», 14 июля 2010 г.